# Шаловотер (Тексас)
Шаловотер (енгл. Shallowater) град је у америчкој савезној држави Тексас. По попису становништва из 2010. у њему је живело 2.484 становника.

## Демографија
Према попису становништва из 2010. у граду је живело 2.484 становника, што је 398 (19,1%) становника више него 2000. године.
| Група             | 2000.         | 2010.         |
| Белци             | 1.705 (81,7%) | 1.930 (77,7%) |
| Афроамериканци    | 14 (0,7%)     | 15 (0,6%)     |
| Азијати           | 5 (0,2%)      | 4 (0,2%)      |
| Хиспаноамериканци | 338 (16,2%)   | 517 (20,8%)   |
| Укупно            | 2.086         | 2.484         |